# Муха, Юрий
Юрий Муха, немецкий вариант — Георг Муха (в.-луж.  Jurij Mucha; нем. Georg Mucha; 16 января 1860 года, деревня Вульке-Жджары, Лужица, Королевство Саксония — 14 ноября 1934 года, деревня Тране (Drehna), Лужица, Германия) — лужицкий народный писатель и фольклорист.
Родился в 1860 году в крестьянской семье в серболужицкой деревне Вульке-Жджары. Окончил начальную школу в родной деревне. После школы занимался крестьянским хозяйством. С восемнадцатилетнего возраста профессионально занимался проведением серболужицких народных свадебных церемоний. Был известным распорядителем свадеб среди лужичан, проживающих в окрестностях города Войерецы.
Придерживаясь консервативного способа проведения свадеб, отвергал нововведения в народные обычаи, что приводило к конфликту с другими распорядителями свадеб, в частности известен его спор с Августом Лапштихом.
По инициативе Яна Гайеша и Яна Лайнерта стал заниматься исследованием и собиранием серболужицкого свадебного фольклора. Его литературное творчество и фольклорные записи обнаружил писатель Ота Вичаз, предложивший ему публиковаться в серболужицких периодических изданиях. Издавал свои литературные очерки и собранный фольклорный материал в журналах «Łužica» и «Předźenak».
Основные сочинения
- Kak ma so čestny serbski kwas we Wojerowskej krajinje wotměć. Předźenak 1933, str. 53-56.
- Hdyž braška z nawoženjom po njewjestu přińdźe. Přinošk k wopisanju serbskeho kwasa. Łužica 47 (1932), str. 35-37.
- Hišće njewozjewjene zaprajenja. Łužica 47, 1932, str. 28-29.